# 산다르

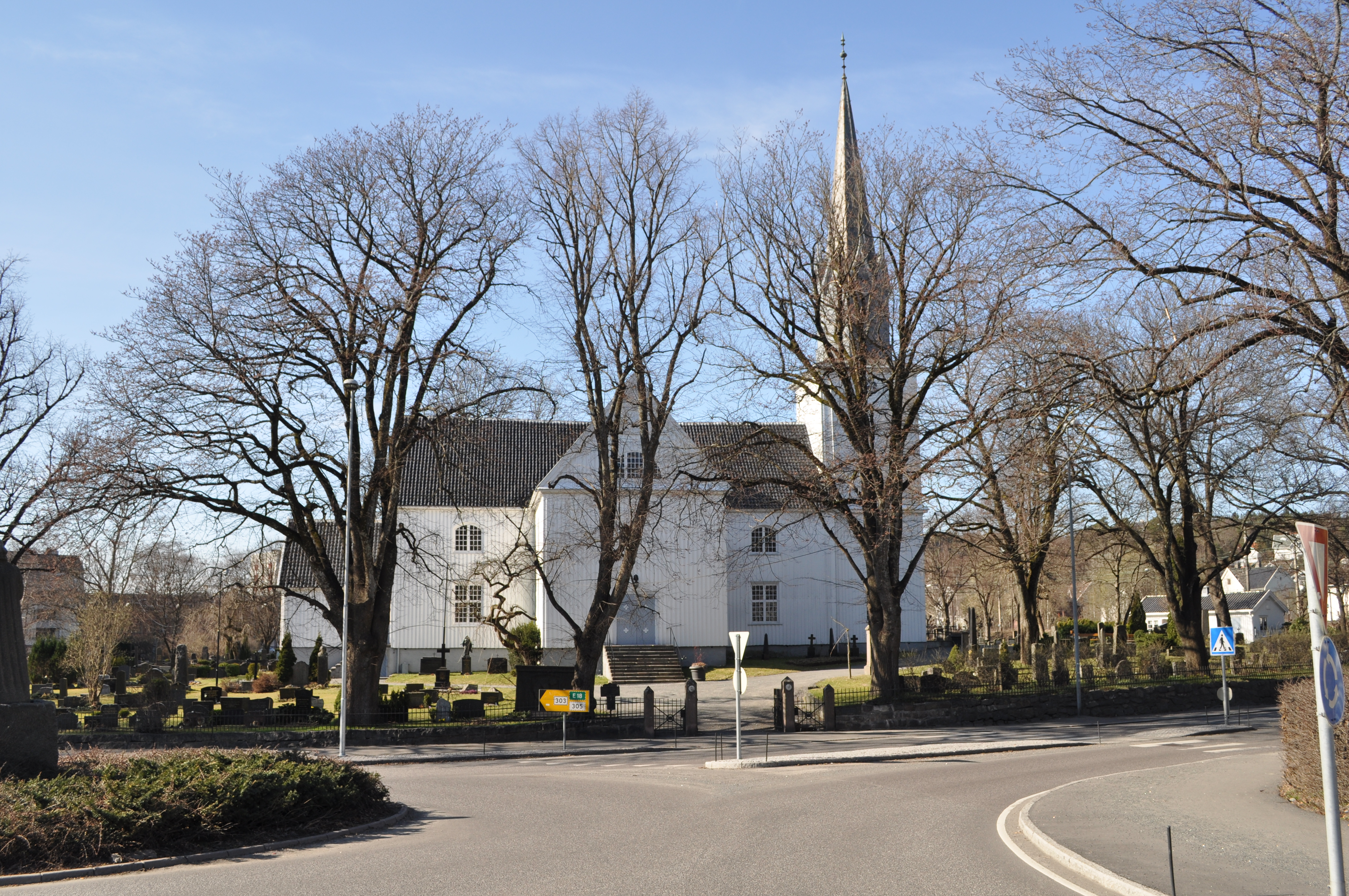
산다르 교회

산다르(Sandar)는 노르웨이 베스트폴 주에 있는 소행정도시이다.
산다르는 1838년 1월 1일 자치체로 설립되었다. 1968년 1월 1일에 산네피오르와 합병하여 북동부 교외 지역이 되었다.
산다르는 기본적으로 현재 지방 자치 단체의 시골 지역이었지만 산업 부문도 대부분 두 지방 자치 단체 사이의 이전 경계 근처에 위치했다. 따라서 현재 산네피오르와 관련된 많은 유명한 기업은 산다르에서 기원했다. (Jotun, Framnæs Mekaniske Værksted, Sandar Fabrikker)
합병으로 결합된 지역은 훨씬 더 작은 마을의 이름을 갖게 되었고 이로 인해 사실상 산다르가 역사에서 사라지게 되었다.